# Laus im Pelz
Laus im Pelz (Originaltitel: The Nerd) ist ein US-amerikanisches Boulevardstück von Larry Shue (1946–1985) aus dem Jahr 1981. Das Stück wurde auf mehreren internationalen Bühnen aufgeführt.

## Handlung
Während eines Dinners anlässlich seines Geburtstags erhält William überraschenden Besuch von Rick, dem Mann, der ihm einst in Vietnam das Leben rettete. Ricks ausfallendes Benehmen droht nicht nur Williams Party zu ruinieren, sondern führt auch zu Spannungen, als er sich häuslich bei ihm einrichtet.

## Deutsche Fassung
Dieter Hallervorden adaptierte Shues Stück für sein Kabarett-Theater Die Wühlmäuse und übernahm die Rolle des Rick. Die Uraufführung 1987 wurde aufgezeichnet und am 2. März 1987 im ZDF ausgestrahlt.

## Aufführungen und Verfilmungen (Auswahl)
- 1981: Milwaukee Repertory Theater
- 1984–1985: London
- 1987–1988: Broadway, New York
- 1987: Berlin, Kabarett „Die Wühlmäuse“
- 1996: Fernsehspiel des US-Senders NBC